# 巴塞隆拿地鐵1號線

1926年至1992年期間的3號線路線圖

巴塞羅那地鐵1號線是巴塞羅那地鐵的線路之一，線路代表色為紅色。該線是巴塞羅那地鐵歷史第二古老的路線，僅次於巴塞羅那地鐵3號線，也是巴塞羅那地鐵最長的路線。巴塞羅那地鐵1號線開通於1926年，至2007年，共有30個車站，是巴塞羅那地鐵最繁忙的路線。

## 外部連結
官方网站
- Stations and links of this line （页面存档备份，存于） from OpenStreetMap data
- Trenscat.com （页面存档备份，存于）

41°23′13″N 2°10′12″E / 41.387°N 2.170°E